# ويلف كارتر
ويلف كارتر هو كاتب أغاني وموسيقي ومغني وعازف قيثارة كندي، ولد في 18 ديسمبر 1904 في نوفا سكوشا في كندا، وتوفي في 5 ديسمبر 1996 في سكوتسديل في الولايات المتحدة بسبب سرطان المعدة.

## وصلات خارجية
- ويلف كارتر على موقع IMDb (الإنجليزية)
- ويلف كارتر على موقع ميوزك برينز (الإنجليزية)
- ويلف كارتر على موقع ميوزك برينز (الإنجليزية)
- ويلف كارتر على موقع أول ميوزيك (الإنجليزية)
- ويلف كارتر على موقع ديسكوغز (الإنجليزية)